# پیشران راکت

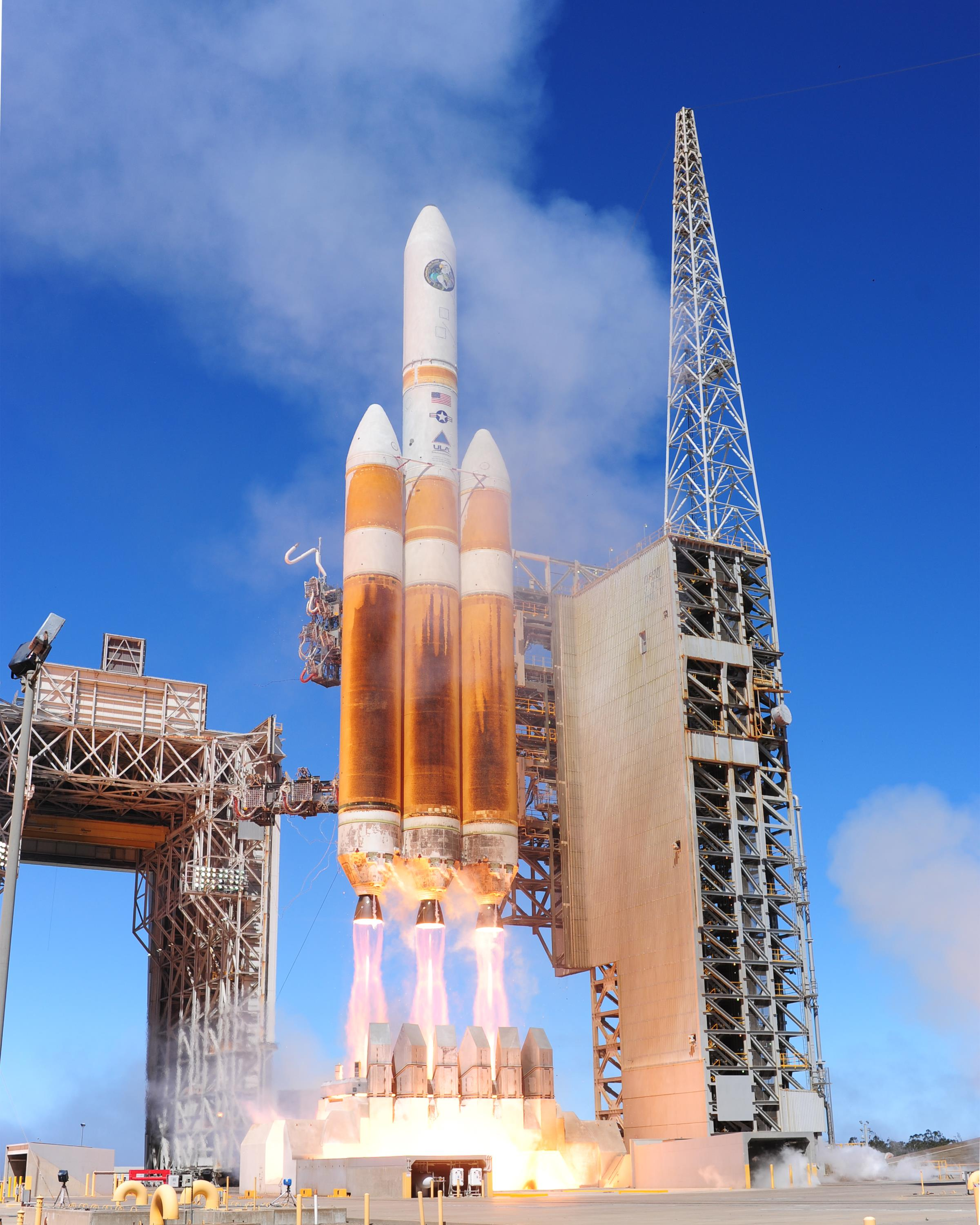
راکت Delta IV Heavy در هنگام برخیزش (liftoff). تمام پیشران راکت از هیدروژن مایع و اکسیژن مایع کرایوژنیک تشکیل شده‌است.

پیشران راکت (به انگلیسی: Rocket propellant) به ماده‌ای گویند که در راکت باعث واکنش شیمیایی درون موتور راکت و رانش به عنوان پیشرانش فضایی می‌شود. جرم واکنش با بیشترین سرعت ممکن از نازل دفع می‌شود تا نیروی پیشرانه ایجاد گردد. انرژی مورد نیاز می‌تواند از خود پیشران‌ها تأمین شود، مانند راکت‌های شیمیایی، یا اینکه از یک منبع خارجی تأمین گردد، مانند موتورهای یونی.